# Чемпионат России по хоккею с шайбой среди женщин 1997/1998
Чемпионат России по хоккею с шайбой сезона 1997/1998 среди женских команд проводился с 14 сентября 1997 года по 24 февраля 1998 года. В первенстве страны участвовало семь команд (не считая женской сборной Казахстана, выступавшей вне конкурса). Впервые в чемпионате приняли участие команды ДЮСШ-12 Ярославль и «Метелица» Челябинск. Чемпионат проходил по туровой системе — в три этапа, прошедших поочерёдно в Самаре (14—21 сентября 1997 года), Екатеринбурге (10—14 декабря 1997 года) и Челябинске (20—24 февраля 1998 года).
В первом туре приняли участие пять команд, сыгравших друг с другом в один круг. Во втором и третьем турах приняли участие по семь команд, поэтому схема розыгрыша была изменена: все команды были разделены на две группы (по 3-4 команды в каждой группе), после группового турнира лучшие команды разыгрывали места с 1 по 4, а худшие — места с 5 по 7 по системе плей-офф. Итоговые места команд в чемпионате страны определялись по сумме мест, занятых командами на трёх этапах чемпионата.
Чемпионом России вновь стал ЦСК ВВС Москва, победивший во всех матчах чемпионата, серебряные медали завоевал ХК «Спартак» Екатеринбург, а бронзовые медали завоевал ХК «Спартак» Москва. Лучшим бомбардиром чемпионата стала Виолетта Симонова (ЦСК ВВС).

## Итоги чемпионата
| М | Команда                | I | II | III | Сумма |
| - | ---------------------- | - | -- | --- | ----- |
|   | ЦСК ВВС Москва         | 1 | 1  | 1   | 3     |
|   | «Спартак» Екатеринбург | 2 | 2  | 2   | 6     |
|   | сборная Казахстана     | 3 | 3  | 3   | 9     |
|   | «Спартак» Москва       | 4 | 4  | 4   | 12    |
| 4 | «Авангард» Омск        | 5 | 8  | 5   | 18    |
| 5 | ДЮСШ-12 Ярославль      | 7 | 6  | 6   | 19    |
| 6 | «Локомотив» Красноярск | 7 | 5  | 8   | 20    |
| 7 | «Метелица» Челябинск   | 7 | 7  | 7   | 21    |

Примечания: I — место, занятое командой в 1-м туре, II — место, занятое командой во 2-м туре, III — место, занятое командой в 3-м туре, С — сумма мест.
Команды ДЮСШ-12 и «Метелица» участвовали в чемпионате, начиная со второго тура. Красноярский «Локомотив» из-за финансовых проблем не смог принять участие в 1-м и 3-м турах, а омский «Авангард» — во 2-м туре.